# David Malouf
David George Joseph Malouf, född 20 mars 1934 i Brisbane, är en australisk författare.
Hans debutroman Johnno från 1975, är en delvis biografisk berättelse om en ung mans uppväxt i Brisbane under andra världskriget. Han har även skrivit libretto till tre operor.

### Romaner
- Johnno (1975)
- An Imaginary Life (1978) (Ett förvandlat liv, översättning Hans Levander, Forum, 1981)
- Fly Away Peter (1982)
- Child's Play (1982)
- Harland's Half Acre (1984)
- The Great World (1990) (Stora världen, översättning Meta Ottosson, Celanders förlag, 2015)
- Remembering Babylon (1993)
- The Conversations At Curlow Creek (1996)
- Untold Tales (1999)
- Ransom (2009) (Lösen) (översättning Meta Ottosson, Tranan, 2012)

### Novellsamlingar
- Antipodes (1983) (Antipoder, översättning Marianne Levander, Forum, 1988)
- Dream Stuff (2000)
- Every Move You Make (2006)
- The Complete Stories (2007)

### Diktsamlingar
- Bicycle and Other Poems (1970)
- Neighbours in a Thicket: Poems (1974)
- Poems 1975-76 (1976)
- Wild Lemons: Poems (1980)
- Selected Poems 1959-1989 (1994)
- Typewriter Music (2007)

### Facklitteratur
- 12 Edmondstone St (memoarer, 1985) (Edmondstone Street 12, översättning: Meta Ottosson, Ellerström, 2009)
- A Spirit of Play - Boyer Lectures (1998)
- Made in England (Quarterly Essay, Black Inc - 2003)

### Pjäser
- Blood Relations (1988)

### Libretto
- Voss (1986)
- Mer de Glace (1991)
- Baa Baa Black Sheep (1993)